# ANSWEAR
Answear je první multibrendový online obchod, který nabízí široký výběr oblečení a obuvi, doplňků, jakož i výrobky pro domácnost a dekorativní předměty od více než 500 světových značek. V současnosti společnost Answear.com působí na 12 trzích – od svého vzniku v roce 2011 získala značka více než 50 ocenění a vyznamenání a získala si tak uznání tisíců zákazníků, kterým poskytuje neustálou módní inspiraci. Spolupracuje s tvůrci trendů a odborníky z módního průmyslu. Značka si zakládá na vlastním logistickém centru, které umožňuje optimalizovat náklady a zlepšit logistiku, což v konečném důsledku vede ke skvělé ceně a atraktivním akcím. Všechny výrobky zahrnuté v objednávce se zasílají v jednom balíčku – v zájmu ochrany životního prostředí a pro pohodlí zákazníků. Answear se zaměřuje na rychlé dodání a kvalitu služeb. Stálým zákazníkům je určen věrnostní program Answear Club, který jim umožňuje nakupovat za ještě atraktivnější ceny.

## Historie
Answear.com byl oficiálně spuštěn v únoru 2011.
V roce 2012 obchod spustil svůj věrnostní program: Answear Club, který byl jedním z prvních svého druhu v módním průmyslu. V roce 2013 investoval do rozvoje obchodu investiční fond MCI Venture Capital, který získal menšinový podíl ve společnosti. V následujících letech začala společnost Answear.com expandovat do zemí střední a východní Evropy. V dubnu 2014 značka otevřela internetový obchod v České republice a následně v červnu téhož roku i na Slovensku. V červenci 2015 expandovala na Ukrajinu a v listopadu 2015 do Rumunska. V roce 2016 začala společnost Answear.com působit v Maďarsku. Koncem roku 2018 společnost vstoupila na bulharský trh a v roce 2021 expandovala do Řecka, Chorvatska a na Kypr. V roce 2023 rozšiřuje Answear.com svou působnost a míří na již dvanáctý trh, který je prvním v západní Evropě, do Itálie.
V červenci 2019 se uskutečnila největší logistická operace v historii obchodu - přesun celého skladu ze současného sídla do nových prostor o rozloze 40 000 m2.
V září 2020 společnost Answear.com předložila prospekt ke schválení Úřadu pro finanční dohled a oznámila plány na debut na burze. V prosinci společnost uskutečnila veřejnou nabídku akcií v celkové hodnotě více než 80 milionů PLN. Akcie společnosti Answear debutovaly 8. ledna 2021 na hlavním parketu Varšavské burzy cenných papírů a jejich cena při otevření vzrostla o 19,6 % v porovnání s emisní cenou.
V roce 2021 byl dokončen proces migrace webů Answear na vlastní platformu elektronického obchodu. Ve stejném roce společnost sputila novou strategii marketingové komunikace zaměřenou na ženy pod názvem „Lifespiration Starts Here“.

## Speciální projekty
Answear iniciuje speciální akce, které se týkají nejen módy, ale otevírají také cestu ke kariéře nadějným mladým talentům.
Spolu se změnou strategie byla na podzim 2021 spuštěna mezinárodní fotografická soutěž Lifespiration Starts Here, která vybízí lidi k hledání krásy v každodenním životě a sdílení inspirace. Projekt v každé zemi podpořily výjimečné ženy známé ze světa sociálních médií a showbyznysu. Výsledkem bylo více než 4000 soutěžních fotografií a videí.
Společnost Answear.com podporuje rozvoj módního průmyslu a pracuje ve prospěch stylistů, vizážistů a blogerů, kteří dělají své první kroky v tomto odvětví. Od roku 2012 se pořádá soutěž Battle of Stylists pro začínající stylisty. Dosud se uskutečnily čtyři ročníky soutěže. V roce 2016 byla spuštěna soutěž Supermodel Answear, ve které soutěžily začínající modelky z 5 zemí. Pro začínající stylisty, scénografy, dekoratéry a další nadšence kreativního zařizování prostoru zorganizovala společnost Answear 3 vydání soutěže Projekt Packshot.
Módní e-shop Answear.cz začátkem října 2023 spustil kampaň „Nebuďme lhostejní k tomu, co se skrývá uvnitř“. Společně s odborníky z organizace Nevypusť duši a známými lékaři v říjnové kampani upozorňuje na nárůst psychických obtíží v populaci i nedostatečnou prevenci. 
V září 2023 spustil e-shop v Česku dlouhodobý projekt Wear&Share pro všechny, kterým záleží na stavu životního prostředí. Prostřednictvím kurýrní služby vybírá již nepotřebné oblečení a dává mu šanci na delší život. Zapojením do projektu na podporu udržitelnosti v textilním průmyslu v České republice navíc účastníci podpoří Nadaci Partnerství a její iniciativu Sázíme budoucnost na výsadbu stromů v Česku.

## Vlastní značka

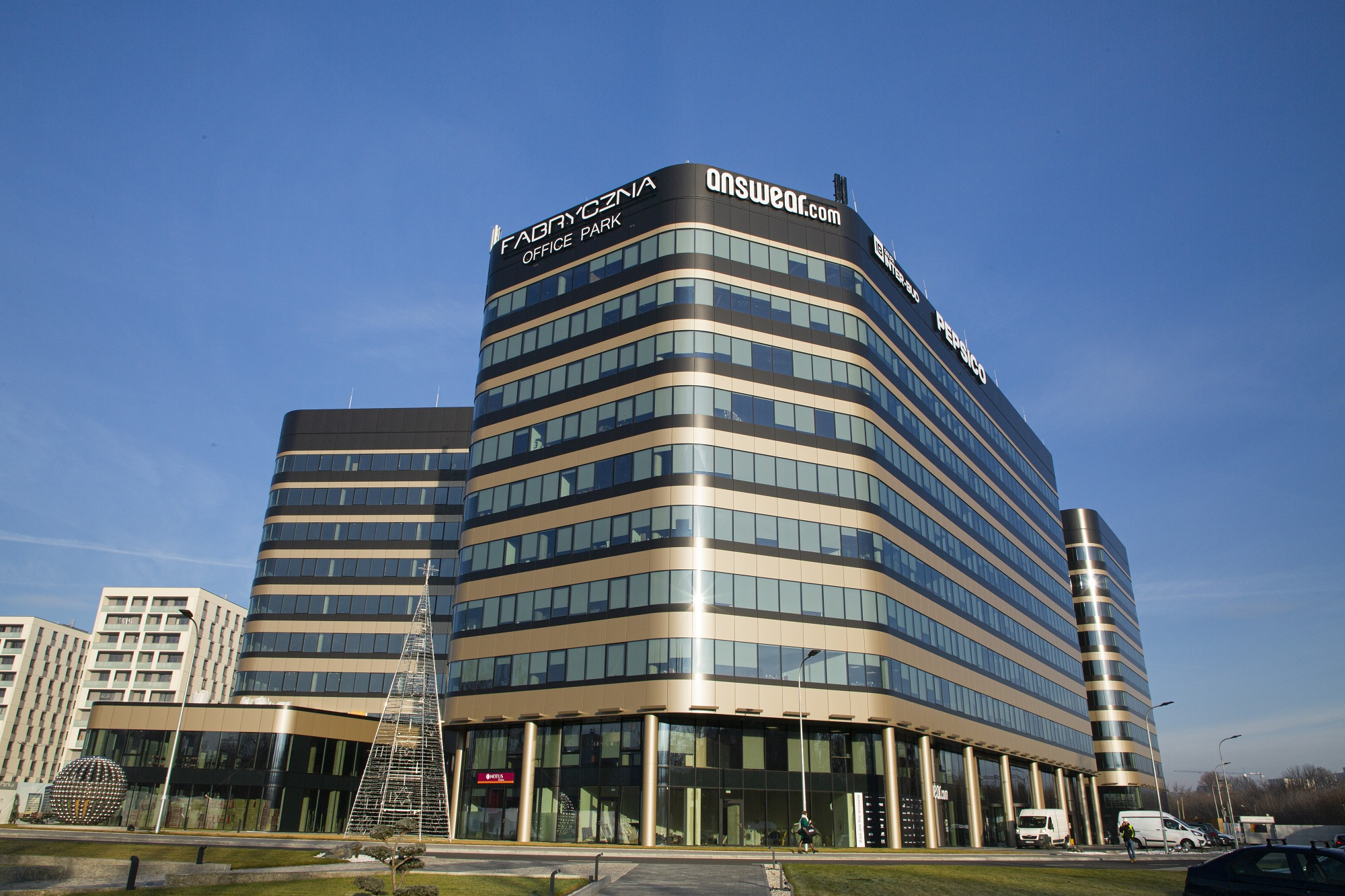
Answer sídlo

V roce 2014 byla založena vlastní značka s názvem Answear. V roce 2018 značka uvedla na trh limitovanou kolekci „Manifest Your Style“. V roce 2020 byla přejmenována stávající vlastní značka na answear.LAB. Nová značka určená moderním ženám se zaměřuje na kapsulové kolekce, přičemž využívá potenciálu místních továren a malých závodů nebo navazuje spolupráci s nezávislými designéry. Ve svých kolekcích značka výrazně zdůrazňuje myšlenku sesterstva, povzbuzuje ženy, aby žily podle vlastních představ. Dne 8. června 2021, na Světový den oceánů, měla premiéru limitovaná kolekce Ethical Wardrobe, která iniciovala vznik linie etických výrobků v sortimentu značky. V srpnu 2021 byla uvedena odvážná kolekce Girl Power. Příjmy z prodeje této kolekce podpořily ženské organizace v 7 zemích, ve kterých Answear působí. Na českém trhu značka podpořila Nadaci Via.

## Model provozu
Answear je online obchod s více než 500 značkami z celého světa. Společnost spoléhá na vlastní logistické centrum, které umožňuje optimalizovat náklady a zlepšit logistiku. Všechny výrobky zahrnuté v objednávce se zasílají v jednom balíčku - v zájmu ochrany životního prostředí a pohodlí zákazníků. Answear nabízí různé způsoby dopravy a platby, zaměřuje se na rychlé dodání a kvalitu služeb.

## Ocenění
Společnost Answear.com získala své první ocenění 6 měsíců po svém založení. Od té doby získal více než 50 ocenění v oblasti elektronického obchodu, včetně:
- Webstar za webovou stránku roku 2011
- Fashion Website Awards za nejlepší internetový obchod v módním průmyslu za rok 2012
- Vavřín spotřebitelů 2013 v kategorii Objev roku 2013
- Ocenění „Dobrá značka“ - kvalita, důvěra, dobré jméno (2014, 2015)
- Ocenění E-Commerce Innovation Awards 2017 v kategorii nejlepší internetový obchod
- E-commerce Polska Awards 2018 v kategorii Nejlepší kampaň za podzimní kampaň „Móda testována na lidech“
- E-commerce Polska Awards 2018 v kategorii Think out of the box za implementaci kanálu Answear.tv
- Favorites of Success 2017, 2018 - Answear.ua nejlepší obchod s oblečením na Ukrajině
- E-commerce Polska Awards 2019 v kategorii Nejlepší v přeshraničním obchodě
- E-commerce Innovation Award 2019 za nejlepší internetový obchod pro dopravu / zahraniční obchod
- Superbrands 2020
- IN2 Sabre Awards 2021 v kategorii Nejlepší využití sociálních fotografií za projekt #CatchTheMoment